# Fabien Barthez
Fabien Alain Barthez (Lavelanet, Occitania, 28 de junio de 1971) es un exfutbolista francés que se desempeñaba como guardameta. 
Después de su retiro, fue piloto de automovilismo.

## Trayectoria

### Toulouse, Marsella y Mónaco
Barthez debutó en la Ligue 1 francesa el año 1991 con el Toulouse en un partido contra el Nancy. Dos años después de su debut, Barthez firmó por un grande de Francia, el Olympique de Marsella, en el club marsellés, Barthez se convirtió en uno de los mejores porteros de Europa, el momento más álgido de su carrera en dicho club fue la temporada 1992-93 cuando ganó la UEFA Champions League frente al Milan, Barthez se convirtió en el portero más joven en ganar dicho título hasta el año 2000, cuando Iker Casillas le arrebató dicho "galardón".
En su estancia en el Marsella, Barthez estuvo en el descenso del club a la Ligue 2 debido a varios escándalos, Barthez permaneció en el club en su descenso hasta la temporada 1994-95 cuando decidió fichar por el Mónaco.
En el Mónaco, Barthez permaneció 5 años, ganando dos campeonatos franceses en las temporadas 1996/97 y 1999/00.

### Guardameta del Manchester United
Los resultados de Barthez en el Mundial 1998, captaron la atención de Alex Ferguson, entrenador del Manchester United y que buscaba un reemplazo al mítico Peter Schmeichel tras el bajo rendimiento mostrado por el australiano Mark Bosnich, finalmente Barthez se unió a las filas de los Red Devils, un año antes que su compatriota y amigo Laurent Blanc.
Sus inicios en el Mánchester fueron muy positivos, adaptándose rápidamente al club, y convirtiéndose en uno de los ídolos de la afición Red Devil. En marzo de 2001, Barthez protagonizó un desagradable incidente cuando golpeó deliberadamente a Ian Harte, futbolista del Leeds United.
La temporada 2001-02 empezó como una auténtica pesadilla para Barthez, ya que varios fallos suyos provocaron goles como los que le encajó el Deportivo de La Coruña, aunque en la segunda mitad de la temporada, Barthez reparó su reputación asentándose de nuevo en la portería.

### Regreso al Marsella de Francia
En octubre de 2003, con la llegada al Mánchester del estadounidense Tim Howard para disputarle la titularidad, Barthez decidió rescindir su contrato con el club de Old Trafford, Barthez fue cedido a su antiguo club, el Marsella, pero la FIFA decidió bloquear dicha cesión al no estar abierto el mercado de traspasos. 
Barthez debutó con el Marsella en enero de 2004 y firmó un contrato hasta septiembre de 2006. En la final de la Copa de la UEFA 2003-04, Barthez fue expulsado y el triunfo se lo llevó el Valencia 2 a 0. 
En un partido del Marsella contra el Wydad Casablanca, Barthez fue sancionado con 6 meses alejado fuera del terreno de juego.
En el 2005 y 2006 ganó 2 veces la Copa Intertoto de la UEFA con el equipo galo, sumando así el 3 título internacional del Mónaco

### La retirada
En agosto de 2006, Barthez anunció su marcha del Marsella aunque planeaba seguir al menos dos años jugando en el fútbol profesional, pero en octubre de 2006, Barthez anunció su retirada del mundo del fútbol, debido al fracaso en las negociaciones para su regreso al Toulouse, Barthez comentó: «El único club al que realmente quería ir no me quería, pasó y debo aceptarlo».

### El regreso al fútbol, y de nuevo, el retiro
En diciembre de 2006, Barthez anunció que había firmado un contrato con el Nantes que buscaba un reemplazo a Mickaël Landreau, que se había marchado al París Saint-Germain. En abril de 2007, el entrenador del Nantes comentó una refriega que tuvo Barthez con aficionados del club, muy descontentos con la marcha de la entidad, al día siguiente, Barthez confirmó su marcha del club, pero no afirmó que se retiraba, dijo que planeaba buscar un nuevo contrato por 2 años de duración, pero al no encontrar club, Barthez definitivamente se retiró.

### Automovilismo
Barthez comenzó a competir en automovilismo en 2008, al participar en la Copa Porsche Carrera Francia. En 2009 corrió en dos fechas del Campeonato de Francia de GT con un Dodge Viper de la clase GT3. El piloto disputó en tres fechas de 2010, obteniendo un tercer lugar absoluto y un sexto en seis carreras.
En 2011, Barthez pasó a competir regularmente en el Campeonato de Francia de GT 2011, ahora con una Ferrari F430 del equipo Sofrev ASP, coronándose campeón de amateurs. Adoptando la nueva Ferrari 458 Italia en 2012, logró una victoria, tres podios y siete top 5 en 14 carreras, por lo que obtuvo el décimo puesto en el campeonato general.
Continuando como piloto de Sofrev ASP, Barthez consiguió dos victorias y seis podios en 14 carreras del Campeonato de Francia de GT, por lo que obtuvo el título. Además, obtuvo dos victorias en la clase amateur en una fecha del Campeonato FIA GT.
Compitió en European Le Mans Series en 2014, 2016 y 2017, en estas últimas dos con Panis Barthez Competition en LMP2. Esos mismos años corrió en las 24 Horas de Le Mans.

## Selección nacional
Por la Selección de Francia ganó la Copa Mundial de Francia 1998, la Eurocopa del año 2000, y la Confederaciones 2003. Además ha jugado el Mundial  2002, la Eurocopa 2004 y jugó el Mundial de Alemania 2006, donde fue subcampeón con les bleus.
Barthez posee el récord de partidos sin encajar goles en los Mundiales de fútbol, con 10, igualando al guardameta inglés Peter Shilton.

### Copas del Mundo
| Mundial                        | Sede                | Resultado    | Partidos | G.R. |
| ------------------------------ | ------------------- | ------------ | -------- | ---- |
| Copa Mundial de Fútbol de 1998 | Francia             | Campeón      | 7        | -2   |
| Copa Mundial de Fútbol de 2002 | Corea del Sur Japón | Primera fase | 3        | -3   |
| Copa Mundial de Fútbol de 2006 | Alemania            | Subcampeón   | 7        | -3   |

### Eurocopa
| Torneo        | Sede                   | Resultado        | Partidos | G.R. |
| ------------- | ---------------------- | ---------------- | -------- | ---- |
| Eurocopa 1996 | Inglaterra             | Semifinales      | 0        | 0    |
| Eurocopa 2000 | Bélgica · Países Bajos | Campeón          | 7        | -7   |
| Eurocopa 2004 | Portugal               | Cuartos de final | 4        | -5   |

### Copa Confederaciones
| Torneo                    | Sede    | Resultado | Partidos | G.R. |
| ------------------------- | ------- | --------- | -------- | ---- |
| Copa Confederaciones 2003 | Francia | Campeón   | 2        | -1   |

## Estadísticas

### Clubes
| Club | Temporada     | Div.          | Liga  | Liga  | Copas nacionales(1) | Copas nacionales(1) | Copa de la Liga(2) | Copa de la Liga(2) | Torneos internacionales(3) | Torneos internacionales(3) | Otros(4) | Otros(4) | Total | Total |
| Club | Temporada     | Div.          | Part. | Goles | Part.               | Goles               | Part.              | Goles              | Part.                      | Goles                      | Part.    | Goles    | Part. | Goles |
| --- | ------------- | ------------- | ----- | ----- | ------------------- | ------------------- | ------------------ | ------------------ | -------------------------- | -------------------------- | -------- | -------- | ----- | ----- |
| Toulouse F. C. Francia | 1990-91       | 1.ª           | 0     | 0     | 0                   | 0                   | –                  | –                  | –                          | –                          | –        | –        | 0     | 0     |
| Toulouse F. C. Francia | 1991-92       | 1.ª           | 26    | 0     | 0                   | 0                   | –                  | –                  | –                          | –                          | –        | –        | 26    | 0     |
| Toulouse F. C. Francia | Total         | Total         | 26    | 0     | 0                   | 0                   | –                  | –                  | –                          | –                          | –        | –        | 26    | 0     |
| Olympique de Marsella Francia | 1992-93       | 1.ª           | 30    | 0     | 0                   | 0                   | –                  | –                  | 10                         | 0                          | –        | –        | 40    | 0     |
| Olympique de Marsella Francia | 1993-94       | 1.ª           | 37    | 0     | 1                   | 0                   | –                  | –                  | 4                          | 0                          | –        | –        | 42    | 0     |
| Olympique de Marsella Francia | 1994-95       | 2.ª           | 39    | 0     | 0                   | 0                   | 1                  | 0                  | –                          | –                          | –        | –        | 40    | 0     |
| Olympique de Marsella Francia | Total         | Total         | 106   | 0     | 1                   | 0                   | 1                  | 0                  | 14                         | 0                          | –        | –        | 122   | 0     |
| A. S. Monaco F. C. Francia | 1995-96       | 1.ª           | 21    | 0     | 0                   | 0                   | 1                  | 0                  | 1                          | 0                          | –        | –        | 23    | 0     |
| A. S. Monaco F. C. Francia | 1996-97       | 1.ª           | 36    | 0     | 3                   | 0                   | 3                  | 0                  | 10                         | 0                          | –        | –        | 52    | 0     |
| A. S. Monaco F. C. Francia | 1997-98       | 1.ª           | 30    | 0     | 3                   | 0                   | 0                  | 0                  | 10                         | 0                          | 1        | 0        | 44    | 0     |
| A. S. Monaco F. C. Francia | 1998-99       | 1.ª           | 32    | 0     | 4                   | 0                   | 2                  | 0                  | –                          | –                          | –        | –        | 38    | 0     |
| A. S. Monaco F. C. Francia | 1999-00       | 1.ª           | 24    | 0     | 5                   | 0                   | 2                  | 0                  | 5                          | 0                          | –        | –        | 36    | 0     |
| A. S. Monaco F. C. Francia | Total         | Total         | 143   | 0     | 15                  | 0                   | 8                  | 0                  | 26                         | 0                          | 1        | 0        | 193   | 0     |
| Manchester United F. C. Inglaterra | 2000-01       | 1.ª           | 30    | 0     | 1                   | 0                   | 0                  | 0                  | 12                         | 0                          | 1        | 0        | 44    | 0     |
| Manchester United F. C. Inglaterra | 2001-02       | 1.ª           | 32    | 0     | 1                   | 0                   | 0                  | 0                  | 15                         | 0                          | 1        | 0        | 49    | 0     |
| Manchester United F. C. Inglaterra | 2002-03       | 1.ª           | 30    | 0     | 2                   | 0                   | 4                  | 0                  | 10                         | 0                          | –        | –        | 46    | 0     |
| Manchester United F. C. Inglaterra | 2003-04       | 1.ª           | 0     | 0     | 0                   | 0                   | 0                  | 0                  | 0                          | 0                          | 0        | 0        | 0     | 0     |
| Manchester United F. C. Inglaterra | Total         | Total         | 92    | 0     | 4                   | 0                   | 4                  | 0                  | 37                         | 0                          | 2        | 0        | 139   | 0     |
| Olympique de Marsella Francia | 2003-04       | 1.ª           | 20    | 0     | 2                   | 0                   | 0                  | 0                  | 9                          | 0                          | –        | –        | 31    | 0     |
| Olympique de Marsella Francia | 2004-05       | 1.ª           | 30    | 0     | 1                   | 0                   | 4                  | 0                  | –                          | –                          | –        | –        | 35    | 0     |
| Olympique de Marsella Francia | 2005-06       | 1.ª           | 24    | 0     | 4                   | 0                   | 1                  | 0                  | 7                          | 0                          | –        | –        | 36    | 0     |
| Olympique de Marsella Francia | Total         | Total         | 74    | 0     | 7                   | 0                   | 5                  | 0                  | 16                         | 0                          | –        | –        | 102   | 0     |
| F. C. Nantes Francia | 2006-07       | 1.ª           | 16    | 0     | 0                   | 0                   | –                  | –                  | –                          | –                          | 0        | 0        | 16    | 0     |
| Total carrera | Total carrera | Total carrera | 457   | 0     | 27                  | 0                   | 18                 | 0                  | 93                         | 0                          | 3        | 0        | 598   | 0     |
| (1) Incluye datos de la Copa de Francia y FA Cup. (2) Incluye datos de la Copa de la Liga de Francia y Copa de la Liga de Inglaterra. (3) Incluye datos de la Liga de Campeones y Copa de la UEFA. (4) Incluye datos de la Supercopa de Francia y Charity Shield/Community Shield. |               |               |       |       |                     |                     |                    |                    |                            |                            |          |          |       |       |

## Palmarés

### Títulos nacionales
| Título               | Club                  | País       | Año       |
| -------------------- | --------------------- | ---------- | --------- |
| Division 2           | Olympique de Marsella | Francia    | 1994-95   |
| Supercopa de Francia | AS Mónaco             | Francia    | 1997      |
| Division 1           | AS Mónaco             | Francia    | 1996-97   |
| Division 1           | AS Mónaco             | Francia    | 1999-2000 |
| Premier League       | Manchester United     | Inglaterra | 2000-01   |
| Premier League       | Manchester United     | Inglaterra | 2002-03   |

### Títulos internacionales
| Título                       | Club                  | Sede                   | Año     |
| ---------------------------- | --------------------- | ---------------------- | ------- |
| Liga de Campeones de la UEFA | Olympique de Marsella | Alemania               | 1992-93 |
| Copa Mundial de Fútbol       | Selección de Francia  | Francia                | 1998    |
| Eurocopa                     | Selección de Francia  | Bélgica · Países Bajos | 2000    |
| Copa FIFA Confederaciones    | Selección de Francia  | Francia                | 2003    |

(*) Incluyendo la selección

### Distinciones individuales
| Distinción                                                         | Año                    |
| ------------------------------------------------------------------ | ---------------------- |
| Premio Lev Yashin al mejor portero de la Copa Mundial de Fútbol    | 1998                   |
| Once de Plata                                                      | 1998                   |
| Equipo de las Estrellas de la Copa del Mundo                       | 1998                   |
| Ligue 1: Portero del año                                           | 1998                   |
| Premio IFFHS – Mejor portero del mundo (2.º)                       | 1998                   |
| Mejor portero de Europa según France Football                      | 1998, 2000             |
| Nominado al Balón de Oro                                           | 1998, 2000, 2001, 2004 |
| Premio IFFHS – Mejor portero del mundo                             | 2000                   |
| Equipo del Torneo de la Eurocopa                                   | 2000                   |
| Equipo del año PFA                                                 | 2001                   |
| Jugador del mes de la Ligue 1                                      | 2004 (x1)              |
| Incluido en el mejor once de la historia del Olympique de Marsella | 2010                   |
| Équipe type spéciale 20 ans des trophées UNFP                      | 2011                   |

### Condecoraciones
| Distinción                      | Año  |
| ------------------------------- | ---- |
| Caballero de la Legión de Honor | 1998 |